# Морской порт бухты Троицы
Зарубино — российский морской порт, расположен на юге Приморского края в пос. Зарубино, северо-западная часть Японского моря, бухта Троицы.

## Грузооборот
| Грузооборот тыс. т | Грузооборот тыс. т | Грузооборот тыс. т | Грузооборот тыс. т | Грузооборот тыс. т | Грузооборот тыс. т | Грузооборот тыс. т | Грузооборот тыс. т | Грузооборот тыс. т | Грузооборот тыс. т |
| 2003               | 2004               | 2005               | 2006               | 2007               | 2008               | 2009               | 2010               | 2011               | 2012               |
| ------------------ | ------------------ | ------------------ | ------------------ | ------------------ | ------------------ | ------------------ | ------------------ | ------------------ | ------------------ |
| 0,0                | ▲235,3             | ▼220,4             | ▼210,1             | ▲223,6             | ▲251,8             | ▼93,0              | ▲128,2             | ▼117,1             | ▲121,8             |

## История[2]
История порта Зарубино берёт своё начало со строительства предприятия рыбной промышленности — морского рыбного порта, которое началось в 1972 году.
В июне 1973 года приказом «Приморрыбпрома» от 1.06.1973 была образована Дирекция строящегося рыбпорта «Троицы». В июле 1981 года приказом Всесоюзного рыбопромышленного объединения Дальневосточного бассейна (ВРПО «Дальрыба») от 01.06.1981 в посёлке Зарубино было образовано предприятие «Морской рыбный порт „Троицы“».
В декабре 1988 года в соответствии с приказом Минрыбхоза СССР от 01.12.1988 № 450 предприятие «Морской рыбный порт „Троицы“» было переименовано в «Хасанский рыбный порт».
В марте 1992 года постановлением Администрации Хасанского района от 03.03.1992 предприятие «Хасанский морской порт» переименован в государственную производственно-коммерческую компанию «Хасанский морской коммерческий порт».
В апреле 1992 года распоряжением Правительства России от 15.04.1992 № 739-р Хасанский морской коммерческий порт бухты Троица был открыт для иностранных судов.
В мае 2013 года приказом Министерства здравоохранения России от 12.11.2012 № 904н отменён приказ Минздравсоцразвития России от 7.03.2012 № 207н, которым пункт пропуска через государственную границу Российской Федерации в морском порту Зарубино был включён в перечень пунктов пропуска через государственную границу Российской Федерации, специально оборудованных и предназначенных для ввоза на территорию Российской Федерации товаров, химических, биологических и радиоактивных веществ, отходов и иных грузов, представляющих опасность для человека, пищевых продуктов, материалов и изделий, контактирующих с пищевыми продуктами.
Перспективы развития морского порта Зарубино связаны со строительством новых и развитием существующих объектов портовой инфраструктуры. В частности, в морском порту Зарубино предполагается строительство зернового терминала мощностью 5 млн тонн. Запланировано довести суммарные объемы перевалки грузов в морском порту до 9 млн тонн, в том числе за счет увеличения обработки накатных грузов (автомобилей и иной техники), рыбопродукции и контейнеров не только в экспортно-импортном направлении, но и для целей транзита с севера на юг КНР или из КНР в Республику Корея.
Планируется строительство железной дороги Хуньчунь (КНР) — порт Зарубино с китайской (европейской) шириной колеи.